# Surgut
Surgut (ros. Сургут) – miasto w Rosji, w Chanty-Mansyjskim Okręgu Autonomicznym. Surgut położony jest w Rejonie Surguckim i stanowi jego ośrodek administracyjny, sam jednak nie wchodzi w skład rejonu, stanowiąc, podobnie jak wszystkie duże miasta na terenie Okręgu – miasto wydzielone Chanty-Mansyjskiego OA – Jugry.
Surgut leży na prawym brzegu Obu, stanowiąc ważny port rzeczny zachodniej Syberii; liczy 380 632 mieszkańców (2020 r.) i jest najludniejszym ośrodkiem miejskim Chanty-Mansyjskiego OA.

## Historia
Surgut jest jednym z najstarszych ośrodków osadnictwa rosyjskiego w Chanty-Mansyjskim OA. Założony został z rozkazu cara Fiodora I w 1594 roku jako ośrodek kolonizowania Syberii. Po początkowo pomyślnym rozwoju w wiekach następnych miasto zaczęło podupadać. Gwałtowny rozwój Surgutu rozpoczął się ponownie dopiero w końcu lat 50. XX w, w związku z odkryciem i eksploatacją w Jugrze złóż ropy naftowej i gazu ziemnego.
25 czerwca 1965 r. Surgut otrzymał prawa miejskie.

## Gospodarka
Podstawą gospodarki miasta jest przemysł związany z wydobywaniem ropy naftowej i gazu ziemnego, a także przemysł paliw energetycznych (elektrownia gazowa o mocy 3380 MW), oraz przemysł drzewny i spożywczy.
W mieście znajduje się stacja kolejowa Surgut oraz muzeum.

## Miasta partnerskie
- Katerini, Grecja
- Zalaegerszeg, Węgry
- Sioux Falls, Stany Zjednoczone